# Mees Siers
Mees Siers (født 6. oktober 1987 i Zelhem) er en hollandsk professional fodboldspiller, der spiller for ÍBV Vestmannaeyjar. Han har tidligere spillet for De Graafschap, AGOVV Apeldoorn,Helmond Sport og SønderjyskE.